# Perirrhanterion

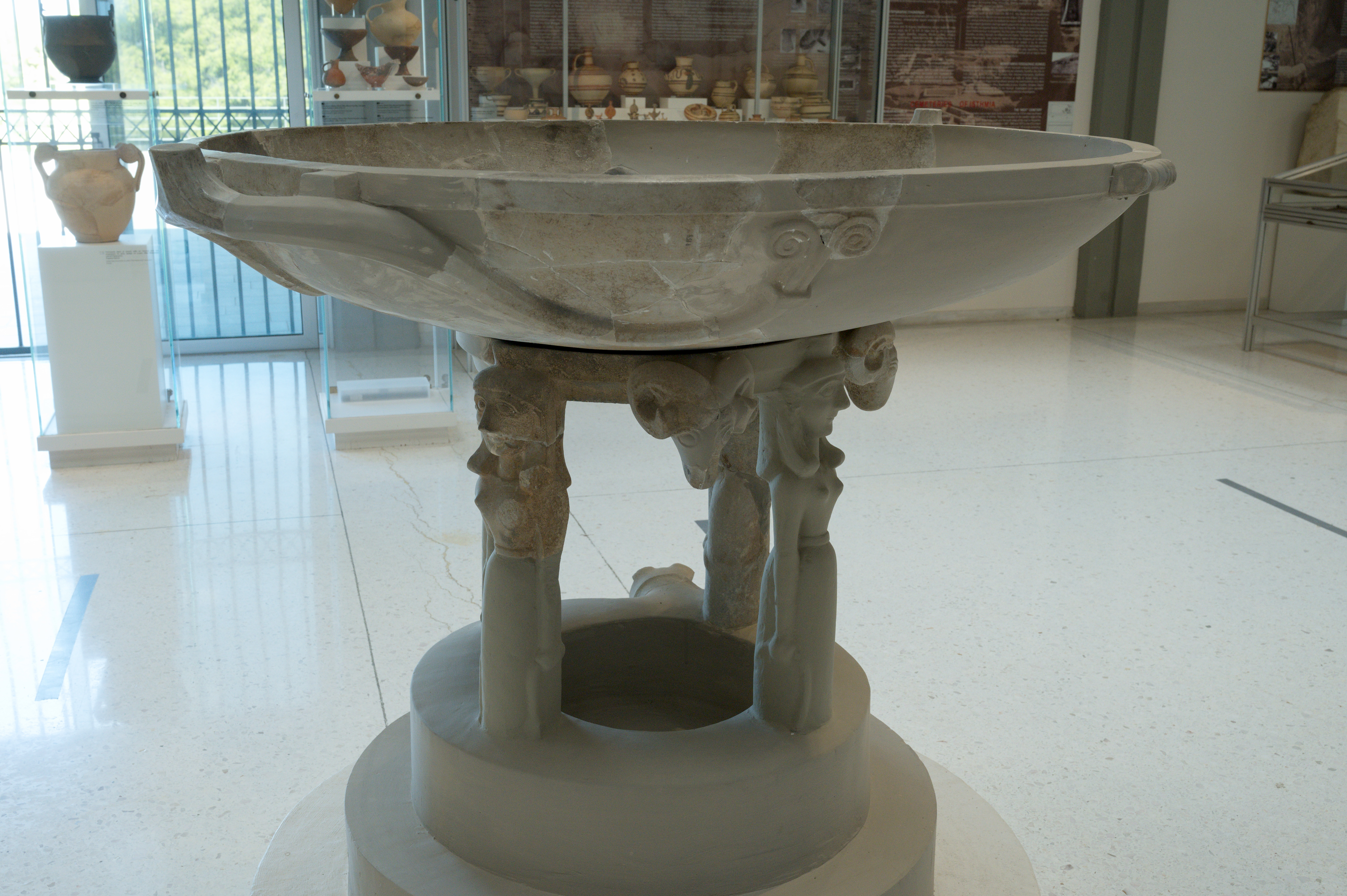
Marmurowy perirranterion pochodzący z archaicznego temenosu w Istmii (połowa VII w. p.n.e.)

Perirranterion (gr. περίρραντήριον) – w starożytnej Grecji naczynie służące do rytualnych oczyszczeń.
Perirranteria wykonywano na ogół z marmuru w postaci dużej, płytkiej misy, niekiedy zaopatrzonej w uchwyty, osadzonej na trzech lub czterech figurach odzianych kobiet typu kory, o wysokości do 1 metra. Stoją one na lwach lub obok nich trzymając je na smyczy bądź za ogony.
Z Grecji pochodzi kilkanaście takich obiektów, odnalezionych m.in. w Olimpii, w Delfach, na Rodos.
Zrekonstruowany obiekt znaleziony podczas wykopalisk w pobliżu Koryntu i pochodzący z VII wieku p.n.e., miał misę o średnicy 124 cm.
Uważa się, że perirrhanteria były inspirowane wzorami wschodnimi, z Cypru i Syrii. Większość z nich wykonano prawdopodobnie w Lakonii.